# Preandino aravački jezici
Preandino aravački jezici, naziv za skupinu aravačkih jezika koji se govore ili su se govorili na području u podnožjima Anda u Brazilu i Peruu.
Prema Mcquownu (1955) i Greenbergu (1956)
Brazil*, Peru: Antaniri, Anti, Cacharari*, Camatica, Campa, Canamari*, Catiana*, Catongo, Catuquina*, Chicheren, Chontaquiro, Cujisenajeri*, Cuniba*, Cutinana*, Huachipairi, Inapari*, Ipurina*, Machiguenga, Maniteneri*, Maraua*, Masco, Pangoa, Piro, Quimbiri, Quirinairi, Simirinch, Sirineri, Tampa, Uaraicu*, Uainamari*, Ugunichiri, Unini.